# Бенета, Маркас
Маркас Бенета (лит. Markas Beneta; 8 июля 1993 года, Клайпеда, Литва) — литовский футболист, защитник клуба «Паневежис» и национальной сборной Литвы.

## Биография

### Клубная карьера
В профессиональном футболе Маркас дебютировал в 18 лет в «Клайпеде». Через год перешёл в «Жальгирис», однако, не проведя за него ни одной игры, он отправился в «Атлантас». В его составе защитник провел пять лет. Проведя один сезон в «Кауно Жальгирисе», Бенета перебрался в соседнюю Эстонию, где он заключил контракт с клубом «Нарва-Транс», однако уже в следующем году перешёл в польский «Заглембе» из города Сосновца. В 2021 и 2022 году играл за литовскую «Судуву».
На данный момент выступает за клуб «Паневежис», а также сыграл два матча за дубль — «Паневежис Б».

### Карьера в сборной
Маркас Бенета вызывался в расположение юношеской и молодёжной сборной страны. За главную национальную команду он дебютировал 26 марта 2016 года в товарищеском матче против сборной России. В нём литовцы потерпели крупное поражение со счетом 0:3.

## Достижения
- Обладатель Кубка Эстонии: 2018/19
- Серебряный призёр чемпионата Литвы: 2013
- Бронзовый призёр чемпионата Литвы (2): 2014, 2015
- Финалист Кубка Литвы: 2014/15